# Прокоф'єв Іван Прокопович
Іван Прокопович Прокоф'єв (* 24 січня (4 лютого) 1758, Петербург — †10(22) січня 1828, там само) — російський скульптор, представник класицизму. 
В 1764—1779 навчався в петербурській академії мистецтв у Федора Гордєєва, академік з 1785. В 1779—1784 — пенсіонер академії мистецтв у Парижі. 
Твори: "Актеон, якого переслідують собаки" (1784), рельєфи на будинку петербурзької академії мистецтв (1785—1786), в палаці у Павловську (1785—1787), декоративні статуї й групи для фонтанів Петергофа ("Тритони", 1800), рельєф "Поклоніння мідному змію" на аттіку Казанського собору в Петербурзі (1805—1806); портрети. Відомий як рисувальник. В 1784—1828 викладав у петербурзькій академії мистецтв, з 1800 — професор.